# Film ucraini proposti per l'Oscar al miglior film straniero
Dal 1997 a cadenza irregolare, l'Ucraina ha proposto diversi film all'Academy of Motion Picture Arts and Sciences perché fossero candidati al premio Oscar al miglior film internazionale, precedentemente noto come miglior film straniero, senza mai ottenere una candidatura. Era rappresentata in questa categoria dall'Unione Sovietica fino al 1991.
| Anno | Film                                              | Regia                           | Lingua                           | Risultato     |
| ---- | ------------------------------------------------- | ------------------------------- | -------------------------------- | ------------- |
| 1998 | Prijatel' pokojnika                               | Vjačeslav Krištofovič           | russo                            | Non candidato |
| 2004 | Mamaj                                             | Oles' Sanin                     | ucraino                          | Non candidato |
| 2005 | Voditel' dlja Very                                | Pavel Čuchraj                   | russo                            | Squalificato  |
| 2007 | Avrora                                            | Oksana Bajrak                   | russo                            | Non candidato |
| 2009 | Illjuzija stracha                                 | Oleksandr Kirijenko             | russo                            | Non candidato |
| 2013 | Toj, chto projšov kriz' vohon'                    | Mychailo Illjenko               | ucraino                          | Non candidato |
| 2014 | Paradžanov                                        | Serge Avedikian, Olena Fetisova | russo                            | Non candidato |
| 2015 | Povodyr                                           | Oles' Sanin                     | ucraino                          | Non candidato |
| 2017 | Ukraïns'ki šeryfy                                 | Roman Bondarčuk                 | ucraino, russo                   | Non candidato |
| 2018 | Riven' čornoho                                    | Valentyn Vasjanovyč             | privo di dialoghi                | Non candidato |
| 2019 | Donbass                                           | Serhij Loznycja                 | russo                            | Non candidato |
| 2020 | Evge                                              | Nariman Alijev                  | tataro di Crimea                 | Non candidato |
| 2021 | Atlantis (Atlantyda)                              | Valentyn Vasjanovyč             | ucraino                          | Non candidato |
| 2022 | Bad Roads - Le strade del Donbass (Pohany dorohy) | Natalija Vorožbyt               | russo                            | Non candidato |
| 2023 | Klondike                                          | Maryna Er Gorbach               | ucraino, russo, ceceno, olandese | Non candidato |

| Non candidato | Il film è stato proposto dall'Ucraina, ma non è stato candidato dall'Academy of Motion Picture Arts and Sciences.                 |
| Short-list    | Il film è entrato nella "short-list" stilata a gennaio dei nove candidati per l'Oscar al miglior film straniero o internazionale. |
| Candidato     | Il film è entrato a far parte dei cinque candidati per l'Oscar al miglior film straniero o internazionale.                        |
| Vincitore     | Il film ha vinto l'Oscar al miglior film straniero o internazionale.                                                              |